# Mako Komuro
Mako Komuro (in giapponese: 小室 眞子 Komuro Mako), nata Principessa Mako di Akishino  (in giapponese: 眞子内親王?, Mako Naishinnō) (Tokyo, 23 ottobre 1991) è la figlia maggiore del Principe Akishino e della Principessa Akishino. È stata la prima nipote dell'Imperatore del Giappone Akihito.
Il 26 ottobre 2021 si è sposata con Kei Komuro, un cittadino comune. Di conseguenza, ha perso il suo titolo imperiale e lasciato la famiglia imperiale del Giappone, nonché la residenza nel Palazzo, come richiesto dalla legge.

## Biografia

### Infanzia ed educazione
La principessa Mako di Akishino è nata nell'Ospedale dell'Agenzia della Casa Imperiale di Tokyo il 23 ottobre 1991. Ha una sorella più giovane, la principessa Kako, e un fratello minore, il principe Hisahito.
Nel 2004 è diventata una specie di idolo internet, quando le immagini di lei in uniforme scolastica sono apparse in televisione. È stato istituito un archivio di immagini e un video con fan art della principessa Mako è stato caricato sul popolare sito di video-sharing Nico Nico Douga, totalizzando 340 000 visualizzazioni e 86 000 commenti. L'Agenzia della Casa Imperiale, rispondendo a una richiesta di commento, ha dichiarato che era sicura di come avrebbe gestito questo fenomeno, dal momento che non si vedono segni di calunnia o insulti contro la famiglia imperiale.
Nell'agosto 2006 ha visitato Vienna per due settimane nell'ambito di un programma scolastico di scambio culturale. Ha soggiornato nella casa di un austriaco che era collega del suo nonno materno. Poiché Mako è interessata all'arte e all'architettura, ha visitato musei, il duomo e il castello di Schönbrunn.
Ha studiato nel prestigioso istituto Gakushūin, frequentando la scuola primaria e le scuole secondarie femminili. Per un mese, nel 2010, ha studiato inglese all'University College Dublin. Poi, ha avuto un colloquio informale con il presidente dell'Irlanda Mary McAleese e ha visitato l'Irlanda del Nord.
Dal settembre 2012 al maggio 2013, ha studiato storia dell'arte all'Università di Edimburgo. Il 26 marzo 2014, si è laureata in arte e beni culturali presso l'Università Internazionale Cristiana di Mitaka, Tokyo. Mentre studiava, ha ottenuto la certificazione nazionale di curatore d'arte e la patente di guida. Il titolo della sua tesi di laurea era "La nascita, lo sviluppo, le complicazioni della mitologia giapponese nei dipinti nel periodo Meiji" (scritta in inglese e di 80 pagine).
Dopo la laurea, il 17 settembre 2014, si è recata nel Regno Unito dove ha studiato museologia presso l'Università di Leicester per un anno. Nel gennaio del 2016, la principessa Mako ha ricevuto un master in studi museali presso l'Università di Leicester.
È in grado di comunicare usando la lingua dei segni giapponese e, come la madre, si interessa alla comunità dei sordi giapponesi.

### Carriera
Il 1º aprile 2016, è diventata ricercatrice del museo dell'Università imperiale di Tokyo.

### Incarichi di corte
Nel 2006, accompagnata dal padre, ha partecipato al suo primo incarico ufficiale, una cerimonia religiosa presso il santuario di Ise.
Il 23 ottobre 2011, è diventata maggiorenne ed ha ricevuto l'Ordine della Corona Preziosa. Da allora, frequenta gli eventi ufficiali come membro adulto della famiglia imperiale. Già nel luglio precedente, aveva lavorato come volontaria nelle zone colpite dal terremoto e maremoto di Tōhoku.
Nel 2014, è diventata presidente onoraria del Festival internazionale della ceramica MINO che si tiene a Tajimi, nella prefettura di Gifu, una volta ogni tre anni.
Nel dicembre 2015 la principessa ha visitato El Salvador, nella cui occasione ha incontrato il presidente ed il ministro degli esteri, prima di visitare il sito archeologico dichiarato Patrimonio dell'umanità dall'UNESCO, Joya de Cerén. Ha poi visitato l'Honduras, dove ha inaugurato il museo digitale Copán con la moglie del presidente Juan Orlando Hernández, Ana García Hernández, ed in seguito ha visitato il sito archeologico maya Copán.
Nel settembre 2016 ha visitato ufficialmente il Paraguay, per presenziare, tra gli altri eventi, alla cerimonia per l'80º anniversario dell'immigrazione giapponese in Paraguay e l'inizio delle relazioni bilaterali.
Nel giugno del 2017 è partita per il Bhutan per una visita ufficiale di 9 giorni durate i quali ha anche incontrato re Jigme Khesar Namgyel Wangchuck e ha visitato il Monastero di Taktsang, prominente sito sacro e complesso di templi del buddismo himalayano, posto su di un picco montuoso nella valle di Paro.
Nel luglio del 2018 si è recata a Rio de Janeiro per celebrare i 110 anni di immigrazione giapponese in Brasile, per visitare il Giardino botanico di Rio de Janeiro ed il Cristo Redentore. Durante questa visita ufficiale di due settimane si è inoltre recata in altre tredici città brasiliane.

### Fidanzamento e matrimonio
Ha annunciato nel 2017 il suo matrimonio con Kei Komuro, suo ex compagno di studi, non appartenente alla nobiltà. Il matrimonio, originariamente fissato per il 4 novembre 2018, è stato rimandato per via di una disputa finanziaria all'interno della famiglia dello sposo. Il 13 novembre 2020 la principessa Mako descrive il matrimonio come "necessario" ma che la preparazione è ancora sospeso. Il 30 novembre 2020 il principe ereditario Akishino approva il piano della figlia di sposarsi. Nel settembre 2021 è stato confermato che il matrimonio civile sarebbe stato celebrato in privato il 26 ottobre 2021 in Tokyo. Come per i precedenti matrimoni delle donne della famiglia imperiale del Giappone, con il matrimonio Mako di Akishino rinuncerà ai titoli imperiali, ella ha però annunciato che non avrebbe accettato il tradizionale assegno di "buonuscita" dal governo giapponese di circa 1,3 milioni di dollari.
Dopo il matrimonio, la coppia si è trasferita a New York, dove Kei Komuro lavora come avvocato.

## Titoli e trattamento
- 23 ottobre 1991 - 26 ottobre 2021: Sua altezza imperiale la principessa Mako di Akishino
- dal 26 ottobre 2021: Mrs. Mako Komuro

## Albero genealogico
|                                |                    |                     | Genitori                    |  |  | Nonni |  |  | Bisnonni |  |  | Trisnonni |  |
|                                |                    |                     |                             |  |  |       |  |  | Hirohito |  |  | Taishō    |  |
|                                |                    |                     |                             |  |  |       |  |  | Hirohito |  |  | Taishō    |  |
|                                |                    | Imperatrice Teimei  |                             |  |  |       |  |  | Hirohito |  |  |           |  |
| Akihito                        |                    |                     |                             |  |  |       |  |  | Hirohito |  |  |           |  |
|                                |                    | Imperatrice Kōjun   | Principe Kuniyoshi Kuni     |  |  |       |  |  |          |  |  |           |  |
|                                |                    | Imperatrice Kōjun   | Principe Kuniyoshi Kuni     |  |  |       |  |  |          |  |  |           |  |
|                                |                    | Imperatrice Kōjun   | Principessa Chikako Shimazu |  |  |       |  |  |          |  |  |           |  |
| Principe Akishino del Giappone |                    | Imperatrice Kōjun   |                             |  |  |       |  |  |          |  |  |           |  |
|                                |                    | Hidesaburō Shōda    | Teiichirō Shōda             |  |  |       |  |  |          |  |  |           |  |
|                                |                    | Hidesaburō Shōda    | Teiichirō Shōda             |  |  |       |  |  |          |  |  |           |  |
|                                |                    | Hidesaburō Shōda    | Kinu Shōda                  |  |  |       |  |  |          |  |  |           |  |
| Michiko Shōda                  |                    | Hidesaburō Shōda    |                             |  |  |       |  |  |          |  |  |           |  |
|                                |                    | Fumiko Soejima      | Tsunatake Soejima           |  |  |       |  |  |          |  |  |           |  |
|                                |                    | Fumiko Soejima      | Tsunatake Soejima           |  |  |       |  |  |          |  |  |           |  |
|                                |                    | Fumiko Soejima      | Aya                         |  |  |       |  |  |          |  |  |           |  |
| Mako Komuro                    |                    | Fumiko Soejima      |                             |  |  |       |  |  |          |  |  |           |  |
|                                | Takahiko Kawashima | Shoichiro Kawashima |                             |  |  |       |  |  |          |  |  |           |  |
|                                | Takahiko Kawashima | Shoichiro Kawashima |                             |  |  |       |  |  |          |  |  |           |  |
|                                | Takahiko Kawashima | Shima Kawashima     |                             |  |  |       |  |  |          |  |  |           |  |
| Tatsuhiko Kawashima            | Takahiko Kawashima |                     |                             |  |  |       |  |  |          |  |  |           |  |
|                                |                    | Itoko Ikegami       | Shiro Ikegami               |  |  |       |  |  |          |  |  |           |  |
|                                |                    | Itoko Ikegami       | Shiro Ikegami               |  |  |       |  |  |          |  |  |           |  |
|                                |                    | Itoko Ikegami       | Hama Kosuge                 |  |  |       |  |  |          |  |  |           |  |
| Kiko Kawashima                 |                    | Itoko Ikegami       |                             |  |  |       |  |  |          |  |  |           |  |
|                                |                    | Yoshisuke Sugimoto  | Yoshitaro Sugimoto          |  |  |       |  |  |          |  |  |           |  |
|                                |                    | Yoshisuke Sugimoto  | Yoshitaro Sugimoto          |  |  |       |  |  |          |  |  |           |  |
|                                |                    | Yoshisuke Sugimoto  | …                           |  |  |       |  |  |          |  |  |           |  |
| Kazuyo Sugimoto                |                    | Yoshisuke Sugimoto  |                             |  |  |       |  |  |          |  |  |           |  |
|                                |                    | Eiko Hattori        | Shuntaro Hattori            |  |  |       |  |  |          |  |  |           |  |
|                                |                    | Eiko Hattori        | Shuntaro Hattori            |  |  |       |  |  |          |  |  |           |  |
|                                |                    | Eiko Hattori        | …                           |  |  |       |  |  |          |  |  |           |  |
|                                |                    | Eiko Hattori        |                             |  |  |       |  |  |          |  |  |           |  |